# Dana Evans
Dana Evans (ur. 1 sierpnia 1998 w Gary) – amerykańska koszykarka występująca na pozycji rzucającej, obecnie zawodniczka Chicago Sky w WNBA.

## Osiągnięcia
Stan na 17 czerwca 2022, na podstawie, o ile nie zaznaczono inaczej..

### NCAA
- Uczestniczka rozgrywek:
  - NCAA Final Four (2018)
  - Elite 8 turnieju NCAA (2018, 2019, 2021)
- Mistrzyni:
  - turnieju konferencji Atlantic Coast (ACC – 2018)
  - sezonu regularnego ACC (2018–2021)
- Zawodniczka roku ACC (2020, 2021)
- Rezerwowa roku ACC (2019)
- Laureatka nagrody ACC’s Kay Yow Scholar-Athlete of the Year (2021)
- Zaliczona do:
  - I składu:
    - All-American (2020 przez WBCA, 2021 przez Associated Press, USBWA, WBCA)
    - ACC (2020, 2021)
    - turnieju ACC (2020, 2021)
    - najlepszych pierwszorocznych zawodniczek ACC (2018)
    - ACC All-Academic (2019–2021)

  - II składu All-American (2020 przez AP, USBWA)
- Liderka ACC w:
  - średniej punktów (20,1 – 2021)
  - skuteczności rzutów wolnych (89% – 2020)

### WNBA
- Mistrzyni WNBA (2021)
- Finalistka pucharu WNBA Commissioner's Cup (2022)[3]
- Zaliczona do I składu debiutantek WNBA (2021)

### Drużynowe
- Wicemistrzyni Węgier (2022)

### Reprezentacja
- Mistrzyni Ameryki U–18 (2016)